# Jörg Schönenborn

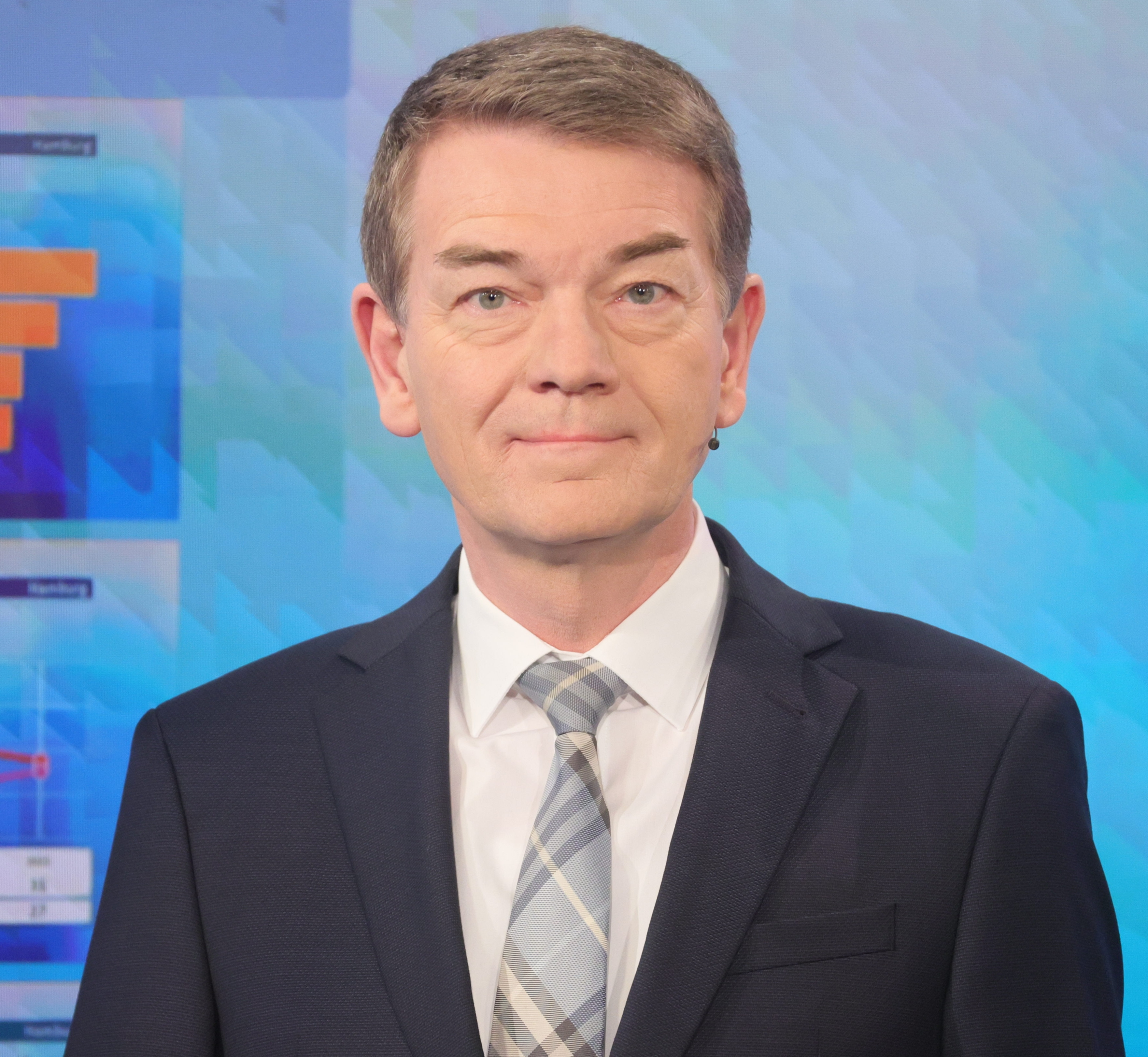
Jörg Schönenborn (2025)

Jörg Schönenborn (* 5. September 1964 in Solingen) ist ein deutscher Journalist, Fernsehmoderator und Programmdirektor Information, Fiktion und Unterhaltung des Westdeutschen Rundfunks (WDR).

## Leben
Als Sohn eines Werkzeugmachers und einer Groß- und Außenhandelskauffrau wuchs Jörg Schönenborn mit seinem jüngeren Bruder in Solingen auf, legte dort am Humboldtgymnasium sein Abitur ab und absolvierte von 1983 bis 1988 in den Bereichen Journalistik und Politikwissenschaft sein Studium an der Universität Dortmund. Dort lernte er auch seine spätere Ehefrau Jona Teichmann kennen, die er im Jahre 1990 heiratete und die seit dem 1. April 2021 Programmdirektorin von Deutschlandradio ist. Das Paar wohnt in Hilden.
Nach seinem Volontariat beim WDR arbeitete Schönenborn von 1986 bis 1990 als freier Journalist für Hörfunk und Fernsehen und war anschließend für zwei Jahre Hörfunkredakteur im WDR-Studio Wuppertal. In den Jahren von 1992 bis 1997 arbeitete er als ARD-Nachrichtenkorrespondent in Nordrhein-Westfalen. Ferner war Schönenborn in dieser Zeit als Redakteur in der WDR-Fernsehredaktionsgruppe Zeitgeschehen Aktuell tätig, deren Leitung er 1997 übernahm.
1999 löste er Ulrich Deppendorf als Wahlmoderator der ARD ab. Im Januar 2002 wurde er Chefredakteur des WDR-Fernsehens. Zudem moderiert er den Presseclub und ist bei gelegentlichen, vom WDR produzierten Sondersendungen zu sehen, wie beispielsweise im ARD-Brennpunkt. Außerdem präsentiert er bei Bundestags- oder Landtagswahlen die Hochrechnungen der Meinungsforschungsinstitute. Am 22. November 2013 wurde Schönenborn vom Rundfunkrat des WDR zum neuen Fernsehdirektor gewählt und trat am 1. Mai 2014 seinen neuen Posten an. Im Zuge des crossmedialen Umbaus der Programmdirektionen des WDR im Jahr 2019 wurde er Programmdirektor Information, Fiktion und Unterhaltung.
Er bewarb sich 2024 als Nachfolger für den scheidenden WDR-Intendanten Tom Buhrow. Außer ihm standen auch Katrin Vernau, Elmar Theveßen und Helge Fuhst dem Rundfunkrat am 27. Juni 2024 zur Wahl. Da im ersten Wahlgang keiner die absolute Mehrheit hatte, wurde ein zweiter Wahlgang zwischen den Bestplatzierten Vernau und Fuhst notwendig. Vernau erhielt im zweiten Wahlgang 36 der 55 Stimmen.
Seit 2017 ist er Mitglied des Hochschulrates der Deutschen Sporthochschule Köln.

## Kontroversen

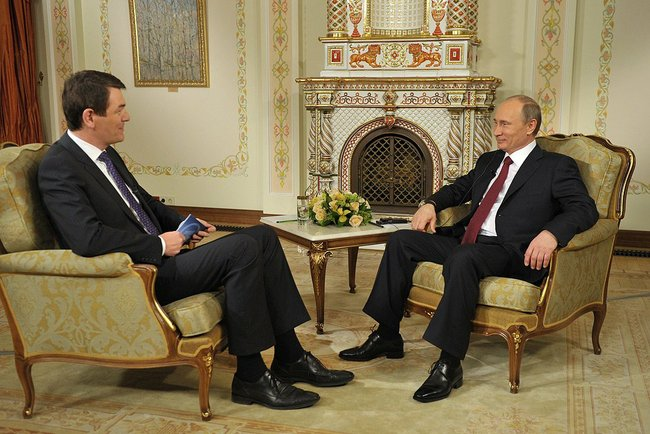
Schönenborn und Putin in Moskau (2013)

- Im Dezember 2012 bezeichnete er den Rundfunkbeitrag des öffentlich-rechtlichen Fernsehens als „Demokratie-Abgabe“ und löste damit bundesweit eine heftige Debatte aus.[6]
- Im April 2013 führte Schönenborn ein Fernsehinterview mit Wladimir Putin. Es gab Kritik, Schönenborn habe die Gesprächsführung verloren und sei nicht hinreichend vorbereitet gewesen.[7][8][9]
- Im August 2015 wurde die WDR-Sendung Hart aber fair: Nieder mit den Ampelmännchen nach Beschwerden von Lobbygruppen aus der Mediathek gelöscht.[10] Schönenborn verteidigte dies,[11] nahm die Entscheidung aber nach Protesten[12] als „nicht richtig“ zurück.[13]

## Auszeichnungen
- 1993/94: Telestar, Förderpreis für die Berichterstattung zum Brandanschlag von Solingen
- 1994: Axel-Springer-Preis für Fernsehjournalismus
- 2011: Radio-, TV- und Neue-Medien-Preis für Die Lange Obama-Nacht – Halbzeit für den Präsidenten als Moderator in der Kategorie Fernsehen der RIAS Berlin Kommission[14]
- 2017: Eselorden der Stadt Wesel[15]